# Кочаркі
Кочаркі (пол. Koczarki) — село в Польщі, у гміні Кентшин Кентшинського повіту Вармінсько-Мазурського воєводства.
Населення — 269 осіб (2011).

## Демографія
Демографічна структура станом на 31 березня 2011 року:
|          | Загалом | Допрацездатний вік | Працездатний вік | Постпрацездатний вік |
| -------- | ------- | ------------------ | ---------------- | -------------------- |
| Чоловіки | 139     | 33                 | 100              | 6                    |
| Жінки    | 130     | 30                 | 85               | 15                   |
| Разом    | 269     | 63                 | 185              | 21                   |